# Bitonto
Bitonto este o comună din provincia Bari, regiunea Apulia, Italia, cu o populație de 53.168 locuitori (1 ianuarie 2023) și o suprafață de 174,34 km².

## Demografie
Bitonto - evoluția demografică

|  | Graficele sunt indisponibile din cauza unor probleme tehnice. Mai multe informații se găsesc la Phabricator și la wiki-ul MediaWiki. |

Date: Recensăminte sau birourile de statistică - grafică realizată de Wikipedia